# Jewgeni Jewgenjewitsch Tscherkassow
Jewgeni Jewgenjewitsch Tscherkassow (russisch Евгений Евгеньевич Черкасов; * 12. Oktober 1930 in Moskau, Russische SFSR; † 20. November 2013 ebenda) war ein sowjetischer Sportschütze.

## Erfolge
Jewgeni Tscherkassow nahm an den Olympischen Spielen 1956 in Melbourne und 1960 in Rom mit der Schnellfeuerpistole teil. 1956 erzielte er mit 585 Punkten das zweitbeste Ergebnis und gewann so hinter Ștefan Petrescu und vor Gheorghe Lichiardopol die Silbermedaille. Vier Jahre darauf kam er mit 579 Punkten nicht über den zwölften Platz hinaus. Sowohl 1954 in Caracas als auch 1958 in Moskau wurde Tscherkassow mit der Mannschaft Weltmeister. 1955 sicherte er sich in Bukarest den Europameistertitel im Einzel. Auch auf nationaler Ebene war er mit dem Gewinn der sowjetischen Landesmeisterschaften 1956 und 1958 erfolgreich.
Nach seiner aktiven Karriere war Tscherkassow über 30 Jahre als Mannschaftsarzt der sowjetischen bzw. russischen Schützen-Nationalmannschaft tätig.